# Cratere Zurka
Zurka  è un cratere sulla superficie di Venere.